# Jeadepo District
Jeadepo är ett distrikt i Liberia.   Det ligger i regionen Sinoe County, i den sydöstra delen av landet, 280 km öster om huvudstaden Monrovia.